# Olympische Jugend-Sommerspiele 2018/Boxen
Bei den Olympischen Jugend-Sommerspielen 2018 in Buenos Aires wurden vom 6. bis zum 18. Oktober insgesamt 13 Wettbewerbe im Boxen ausgetragen.

## Ergebnisse Jungen

### Fliegengewicht (bis 52 kg)
| Platz | Land           | Athlet           |
| ----- | -------------- | ---------------- |
| 1     | Großbritannien | Ivan Price       |
| 2     | Thailand       | Sarawut Sukthet  |
| 3     | Brasilien      | Luiz de Oliveira |
| 4     | Irland         | Dean Clancy      |
| 5     | Algerien       | Hichem Maouche   |
| 6     | Afghanistan    | Sultan Naeemi    |

### Bantamgewicht (bis 56 kg)

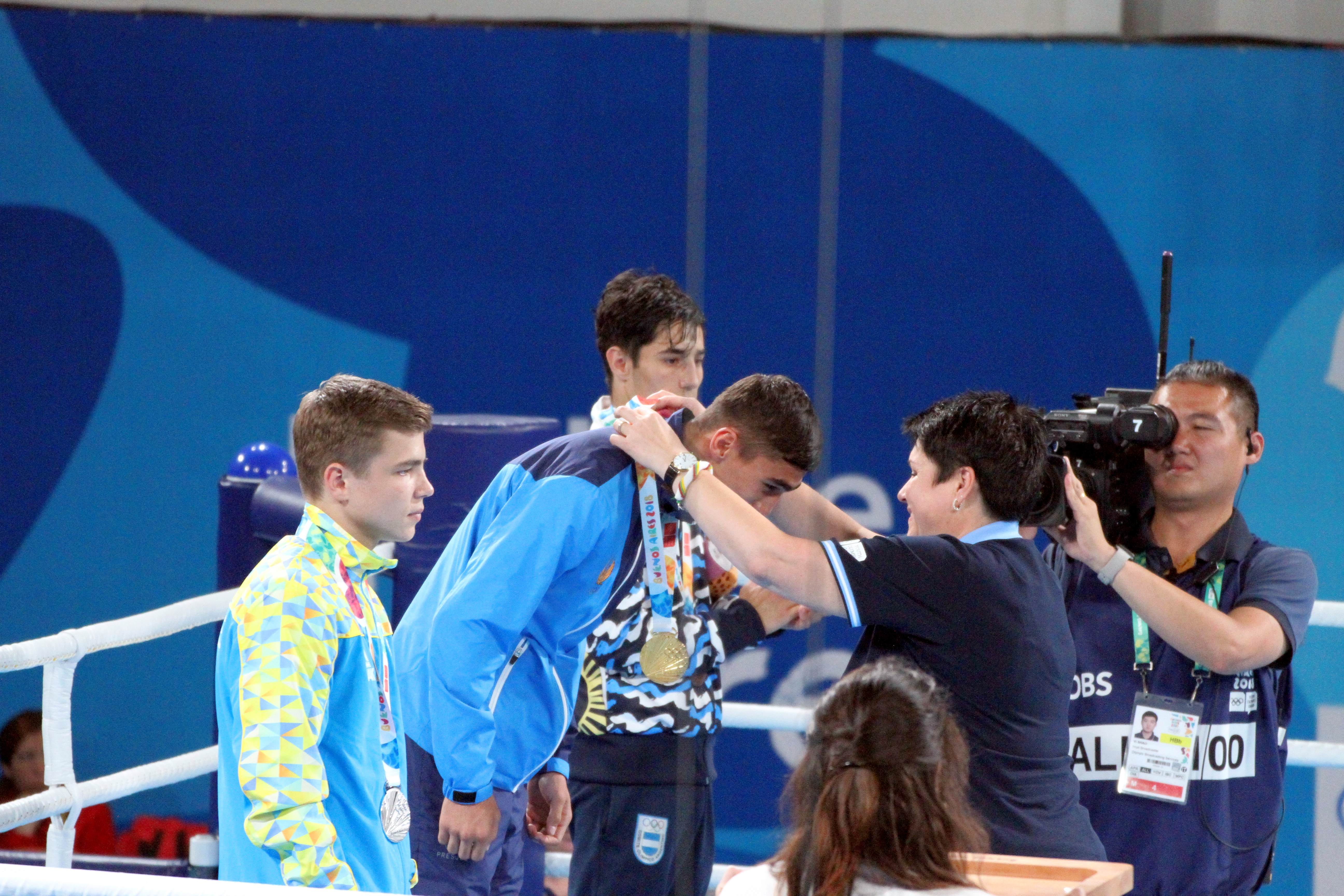
Medaillenzeremonie Bantamgewicht Jungen

| Platz | Land        | Athlet              |
| ----- | ----------- | ------------------- |
| 1     | Usbekistan  | Abdumalik Xaloqov   |
| 2     | Ukraine     | Maksym Halinitschew |
| 3     | Argentinien | Mirko Cuello        |
| 4     | Marokko     | Abdessamad Abbaz    |
| 5     | Albanien    | Muhamet Qamili      |
| 6     | Nauru       | Christon Amram      |

### Leichtgewicht (bis 60 kg)

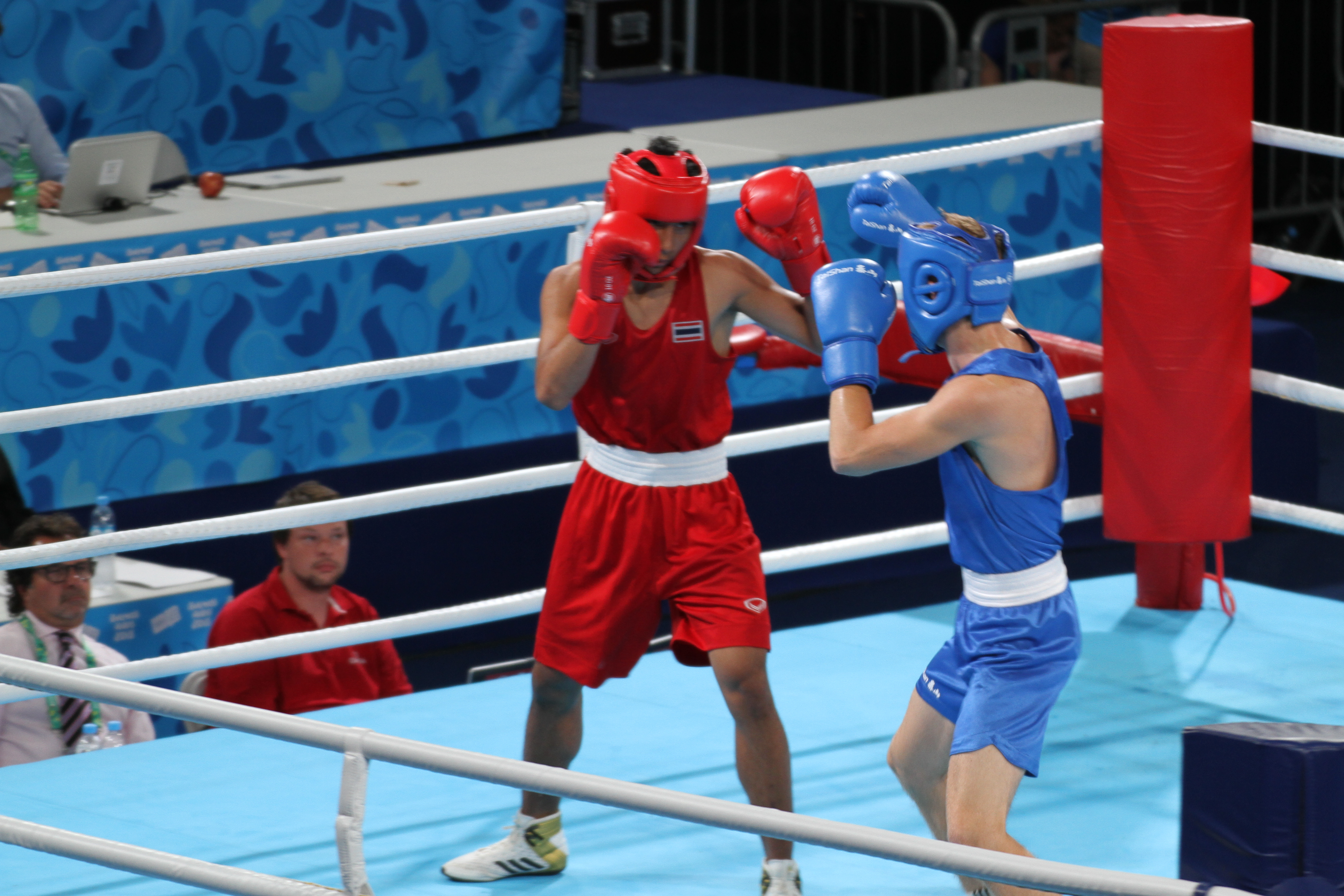
Finale Leichtgewicht Jungen

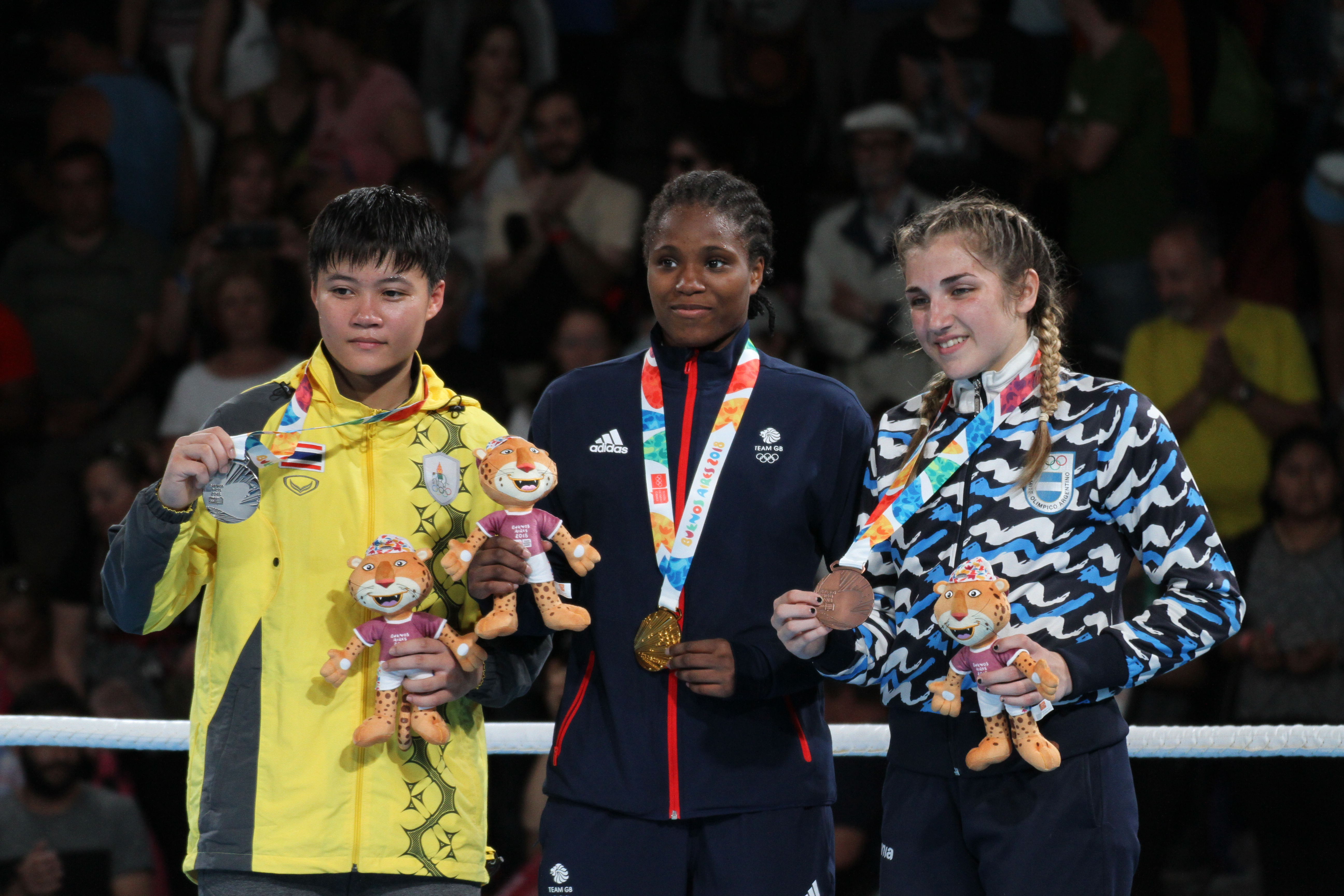
Medaillenzeremonie Leichtgewicht Mädchen

| Platz | Land          | Athlet                |
| ----- | ------------- | --------------------- |
| 1     | Thailand      | Atichai Phoemsap      |
| 2     | Ukraine       | Taras Bondartschuk    |
| 3     | Aserbaidschan | Nurlan Safarov        |
| 4     | Ägypten       | Mohamed Mamdouh       |
| 5     | Kanada        | Spencer Wilcox        |
| 6     | Neuseeland    | Kasib Murdoch-McKeich |

### Halbweltergewicht (bis 64 kg)

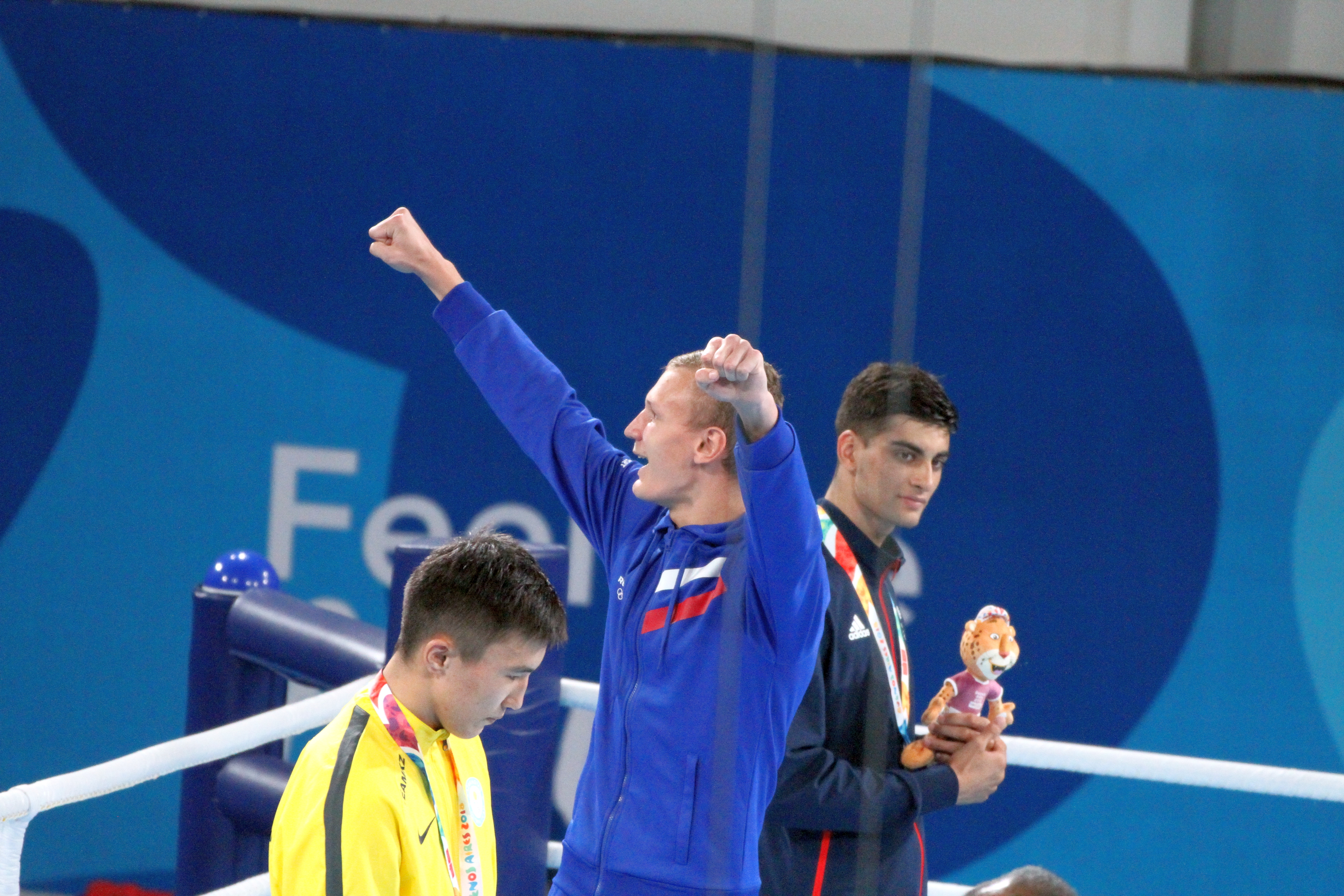
Medaillenzeremonie Halbweltergewicht Jungen

| Platz | Land               | Athlet             |
| ----- | ------------------ | ------------------ |
| 1     | Russland           | Ilja Popow         |
| 2     | Kasachstan         | Talgat Shaiken     |
| 3     | Großbritannien     | Hassan Azim        |
| 4     | Marokko            | Mohammed Boulaouja |
| 5     | Vereinigte Staaten | Otha Jones         |
| 6     | Kosovo             | Erdonis Maliqi     |

### Weltergewicht (bis 69 kg)
| Platz | Land               | Athlet            |
| ----- | ------------------ | ----------------- |
| 1     | Argentinien        | Brian Arregui     |
| 2     | Marokko            | Yassine Elouarz   |
| 3     | Usbekistan         | Jahongir Rahmonov |
| 4     | Aserbaidschan      | Nijat Hasanov     |
| 5     | Amerikanisch-Samoa | Falaniko Tauta    |
| 6     | Brasilien          | Kauê Belini       |

### Mittelgewicht (bis 75 kg)

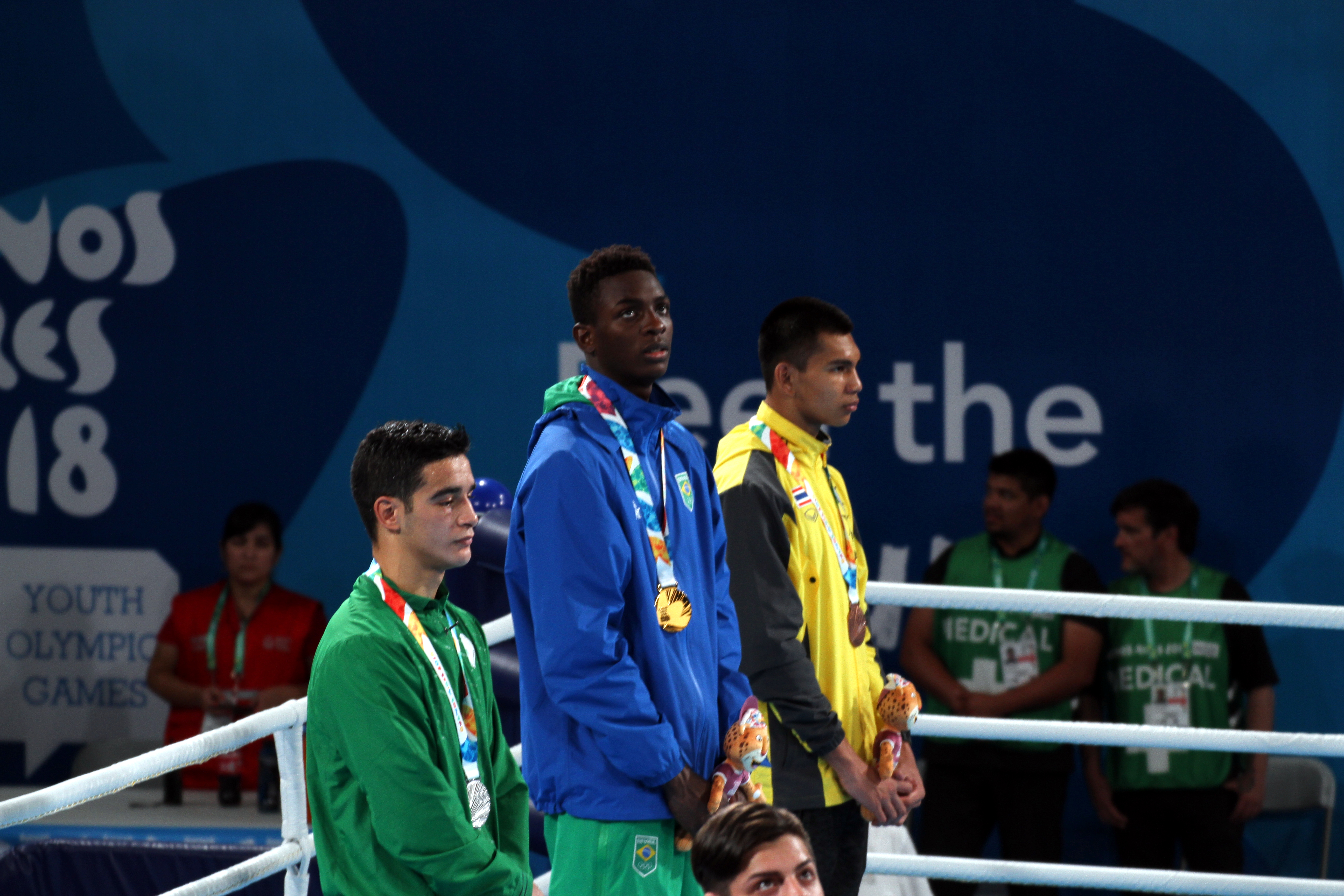
Medaillenzeremonie Mittelgewicht Jungen

| Platz | Land      | Athlet            |
| ----- | --------- | ----------------- |
| 1     | Brasilien | Keno Machado      |
| 2     | Algerien  | Farid Douibi      |
| 3     | Thailand  | Weerapon Jongjoho |
| 4     | Samoa     | Jencen Poutoa     |
| 5     | Venezuela | Giodanny Jiménez  |
| 6     | Italien   | Naichel Millas    |

### Halbschwergewicht (bis 81 kg)

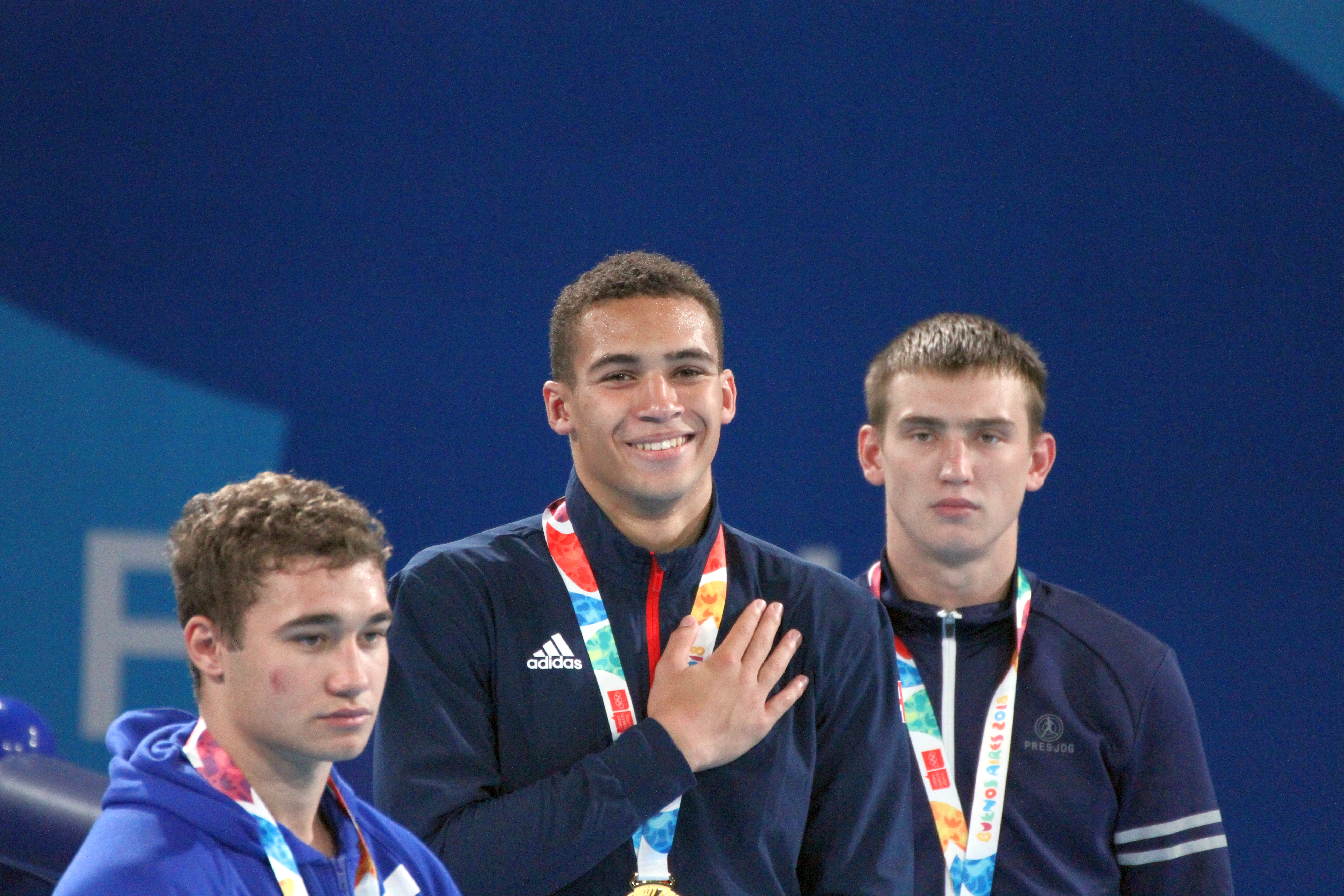
Medaillenzeremonie Mittelschwergewicht Jungen

| Platz | Land           | Athlet                        |
| ----- | -------------- | ----------------------------- |
| 1     | Großbritannien | Karol Itauma                  |
| 2     | Russland       | Ruslan Kolesnikow             |
| 3     | Usbekistan     | Timur Merjanow                |
| 4     | Ägypten        | Youssef Ali Karar             |
| 5     | Puerto Rico    | Jancarmelo Morales            |
| 6     | Iran           | Seyedsajad Mousavipaeindezaei |

### Schwergewicht (bis 91 kg)

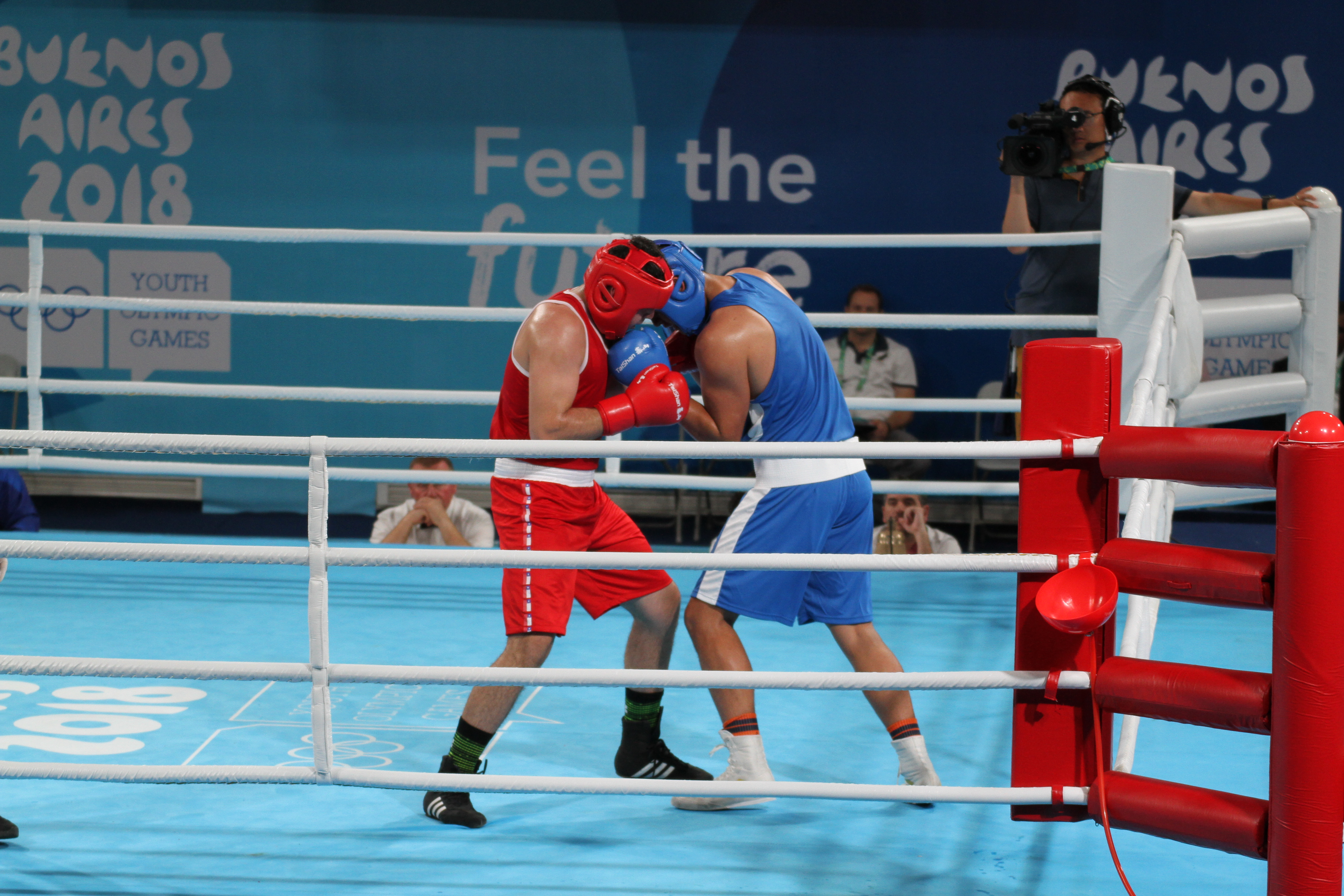
Kampf um den fünften Platz Schwergewicht Jungen

| Platz | Land        | Athlet              |
| ----- | ----------- | ------------------- |
| 1     | Kasachstan  | Aibek Oralbay       |
| 2     | Algerien    | Mohamed-Amine Hacid |
| 3     | Puerto Rico | Alvin Canales       |
| 4     | Tschechien  | Daniel Mikušták     |
| 5     | Chile       | Andrews Salgado     |
| 6     | Samoa       | Malcolm Matthes     |

### Superschwergewicht (über 91 kg)
| Platz | Land       | Athlet              |
| ----- | ---------- | ------------------- |
| 1     | Russland   | Alexei Dronow       |
| 2     | Kasachstan | Damir Toibay        |
| 3     | Ägypten    | Ahmed Elsawy        |
| 4     | Kanada     | Tethluach Chuol     |
| 5     | Australien | Jai Dennis          |
| 6     | Samoa      | Vaisilika Tuigamala |

## Ergebnisse Mädchen

### Fliegengewicht (bis 51 kg)

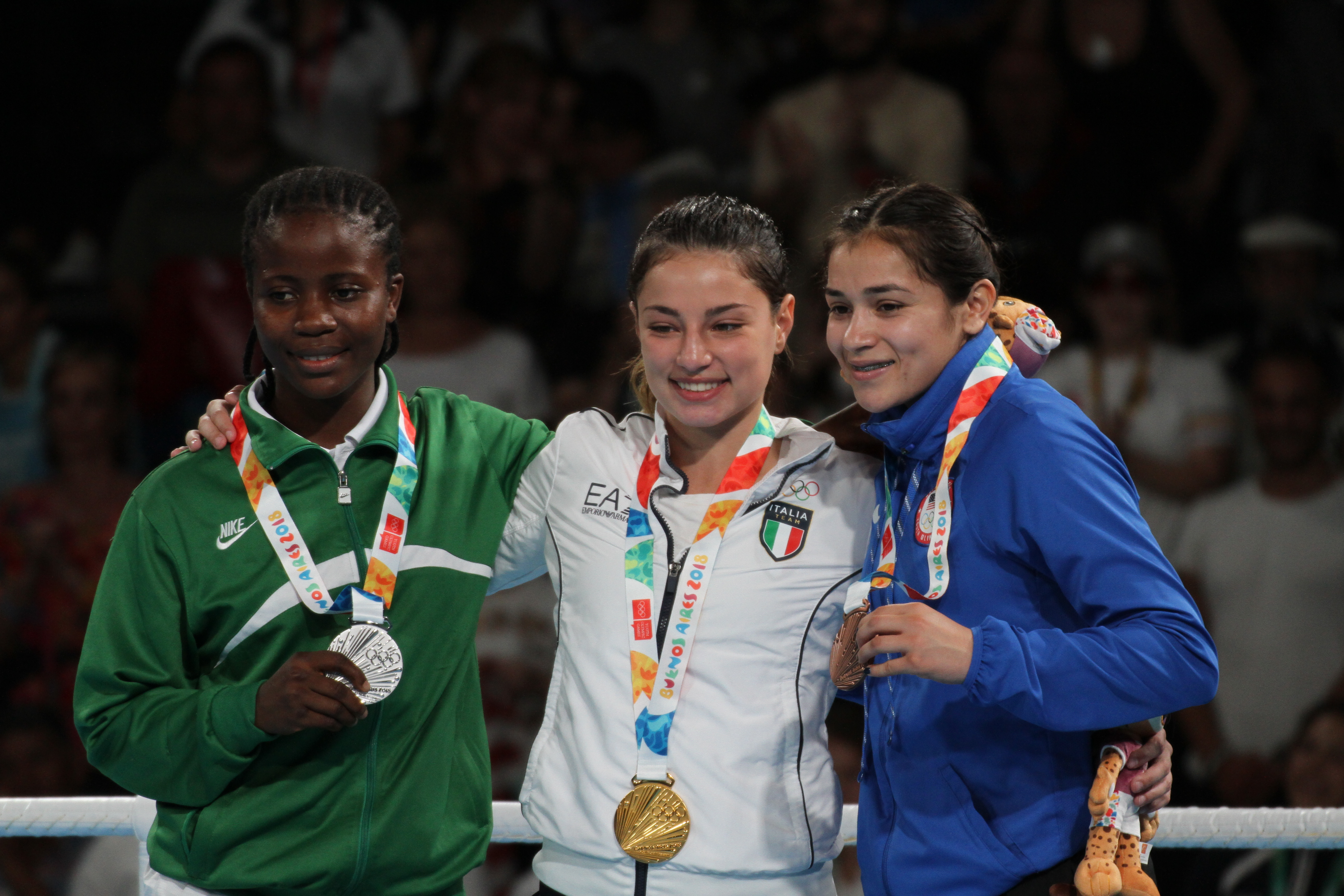
Medaillenzeremonie Fliegengewicht Mädchen

| Platz | Land               | Athletin         |
| ----- | ------------------ | ---------------- |
| 1     | Italien            | Martina La Piana |
| 2     | Nigeria            | Adijat Gbadamosi |
| 3     | Vereinigte Staaten | Heaven Garcia    |
| 4     | Bulgarien          | Goryanana Stoeva |

### Bantamgewicht (bis 57 kg)
| Platz | Land       | Athletin            |
| ----- | ---------- | ------------------- |
| 1     | Thailand   | Panpatchara Somnuek |
| 2     | Mexiko     | Jennifer Carrillo   |
| 3     | Irland     | Dearbhla Rooney     |
| 4     | Neuseeland | Te Shelford-Edmonds |

### Leichtgewicht (bis 60 kg)
| Platz | Land           | Athletin        |
| ----- | -------------- | --------------- |
| 1     | Großbritannien | Caroline Dubois |
| 2     | Thailand       | Porntip Buapa   |
| 3     | Argentinien    | Oriana Saputo   |
| 4     | Australien     | Emma Lawson     |

### Mittelgewicht (bis 75 kg)
| Platz | Land       | Athletin               |
| ----- | ---------- | ---------------------- |
| 1     | Russland   | Anastassija Schamonowa |
| 2     | Frankreich | Tallya Brillaux        |
| 3     | Kasachstan | Nadeschda Rjabez       |
| 4     | Algerien   | Ichrak Chaib           |

## Medaillenspiegel
|       | Medaillenspiegel   | Medaillenspiegel | Medaillenspiegel | Medaillenspiegel | Medaillenspiegel |
| Platz | Land               | G                | S                | B                | Gesamt           |
| ----- | ------------------ | ---------------- | ---------------- | ---------------- | ---------------- |
| 1     | Russland           | 3                | 1                | –                | 4                |
| 2     | Großbritannien     | 3                | –                | 1                | 4                |
| 3     | Thailand           | 2                | 2                | 1                | 5                |
| 4     | Kasachstan         | 1                | 2                | 1                | 4                |
| 5     | Argentinien        | 1                | –                | 2                | 3                |
| 5     | Usbekistan         | 1                | –                | 2                | 3                |
| 7     | Brasilien          | 1                | –                | 1                | 2                |
| 8     | Italien            | 1                | –                | –                | 1                |
| 9     | Algerien           | –                | 2                | –                | 2                |
| 9     | Ukraine            | –                | 2                | –                | 2                |
| 11    | Frankreich         | –                | 1                | –                | 1                |
| 11    | Mexiko             | –                | 1                | –                | 1                |
| 11    | Marokko            | –                | 1                | –                | 1                |
| 11    | Nigeria            | –                | 1                | –                | 1                |
| 15    | Aserbaidschan      | –                | –                | 1                | 1                |
| 15    | Ägypten            | –                | –                | 1                | 1                |
| 15    | Irland             | –                | –                | 1                | 1                |
| 15    | Puerto Rico        | –                | –                | 1                | 1                |
| 15    | Vereinigte Staaten | –                | –                | 1                | 1                |
| Total | Total              | 13               | 13               | 13               | 39               |